# Олексіївка (Катеринівська сільська громада)
Олексі́ївка —  село в Україні, у Катеринівській сільській громаді Кропивницького району Кіровоградської області. Населення становить 425 осіб. До 2017 року орган місцевого самоврядування — Олексіївська сільська рада.
В селі бере початок річка Водяна.

## Населення
Згідно з переписом УРСР 1989 року чисельність наявного населення села становила 441 особа, з яких 194 чоловіки та 247 жінок.
За переписом населення України 2001 року в селі мешкало 425 осіб.

### Мова
Розподіл населення за рідною мовою за даними перепису 2001 року:
| Мова       | Відсоток |
| ---------- | -------- |
| українська | 95,76 %  |
| російська  | 3,53 %   |
| молдовська | 0,47 %   |
| білоруська | 0,24 %   |